# Bibliotheca hagiographica graeca
Pour les articles homonymes, voir BHG.
La Bibliotheca hagiographica graeca [BHG] est un catalogue de documents hagiographiques grecs - publié par la Société des Bollandistes - qui comprend d’anciennes œuvres littéraires sur la vie des saints, leurs Passions, la translation de leurs reliques, leurs miracles, le tout classé par ordre alphabétique des noms des saints et numéroté consécutivement. Dans la littérature spécialisée, cette recension est nommée en abrégé BHG. Les citations se font par référence au numéro dans le catalogue. Ainsi, BHG  202 désigne l'entrée no 202 de la bibliotheca. Il s'agit en l’occurrence d’un texte, une vita tardive d'Auxence. Le catalogue liste des manuscrits, des incipits et des ouvrages imprimés.
Les deux premières éditions (1895 et 1909) furent édités par les Bollandistes, notamment par le prêtre jésuite Hippolyte Delehaye. Les plus récentes éditions (à partir de 1957) sont l’œuvre d’un autre bollandiste, le père François Halkin (1901-1988). La BHG fait partie, avec la Bibliotheca hagiographica latina (abrégée en « BHL ») et la Bibliotheca hagiographica orientalis (abrégée en « BHO ») des outils les plus utiles dans la recherche de documents littéraires concernant les saints.

## Éditions successives
- Bibliotheca hagiographica graeca ; seu, Elenchus vitarum sanctorum, éd. Société des Bollandistes, Bruxelles, 1895.
- Bibliotheca hagiographica graeca, 2e éd., éd. Société des Bollandistes, Bruxelles, 1909.
- Bibliotheca hagiographica graeca, 3e éd., 3 vols., éd. François Halkin, Bruxelles, 1957.
- Bibliotheca hagiographica graeca. Auctarium, éd. François Halkin, Bruxelles, 1969.
- Bibliotheca hagiographica graeca. Novum Auctarium, éd. François Halkin, Bruxelles, 1984.